# Себук-Тегін
Себук-Тегін (*перс. ابو منصور سبکتگین, бл. 942 — 5 серпня 997) — емір держави Газневідів у 977—997 роках.

## Життєпис

### Кар'єра
Походив з тюркського племені карлуків. Ймовірно належав до знатного роду. Народився близько 942 року в області Барсхан, сучасний Киргизстан). У віці 12 років його було схоплено тюрками-тухсі та продано на ринку рабів в Шаші. Опинився в тюркській гвардії Саманідів, що складалася з рабів-гулямів. Згодом стає одним з наближених хаджиба (очільника гвардії) Алп-тегіна.
У 961 році, коли Алп-тегін повстав проти Саманідів, Себук-Тегін підтримав того. Алп-тегін зберігав посаду валі, фактично ставши незалежним. Невдовзі Себук-Тегін стає очільником одного з загонів, що діяв в області Кабулістана, отримавши титули вакіля. Водночас він одружився з донькою Алп-тегіна. 
У 963 році після смерті Алп-тегіна намісником (валі) Газни стає Абу Ісхак Ібрагім. Незважаючи на недолугість останнього Себук-Тегін зберіг йому вірність. Після смерті Абу Ісхака Ібрагіма у 966 році служив новому валі Білге-Тегіну. В цей час Газна опинилася під владою Саманідів.
У 972 році втрутився у боротьбу за владу в Газні, оскільки рід Лавік намагалася захопити її також. В результаті у 977 році Себук-Тегін затвердився в Газні, відбивши напади правителів Забулістану та Пенджабу. Прийняв титул емрі, ставши засновником незалежної держави і династії. Невдовзі отримав підтвердження свого статусу від багдадського халіфа.

### Емір
Спочатку переміг Тогана, правителя Кандагара. Завдяки цьому розширив свої володіння в долині річки Гільменд. після цього став просутватися до Кабулу. У 980 році вимушений був визнати зверхність Караханідів. У 986 році розпочалася війна з державою Шахі. Того ж року у битві біля Ламгану, що знаходився у долині річки Кабул, Себук-тегін завдав поразки магарадже Джаяпалі, захопивши Хайберський перевал та змусивши Джаяпалу платити данину.
У 991 році у битві при річці Неелум завдав нової поразки війську Джаяпали, внаслідок чого захопили усю долину, а також місто Пешавар. Це згодом дало змогу розпочати наступ на Пенджаб і Кашмір. після цього напади газневідських військ на Пенджаб стали постійними, що приносило значну здобич.
У 994 році разом з сином Махмудом виступив на допомогу еміру Нуху II Саманіду, якого відновили на троні в Бухарі. За це Себук-Тегін отримав почесне звання наср-ад-дін (герой віри), а також став валі (намісником) Нішапура в Хорасані. Згодом розширив володіння на більшу частину Великого Хорасану. 
У 995—996 роках боровся з Сімджурідами, що були впливовими намісниками в Мавераннахрі та Хорасані. Зрештою 996 року ворогів було подолано, а вплив Газневідів збільшився. В цей час Себук-Тегін лише номінально визнавав владу Саманідів, а з Караханідами встановив рівноправні стосунки. 
У 997 році домовився з Караханідами про розділ Саманідської держави. Для цього рушив до Балху, поблизу якого раптово помер. Йому спадкував син Ісмаїл I.